# Guennadi Golovkin
Guennadi Guennádievich Golovkin (en kazajo: Геннадий Геннадьевич Головкин, transliterado generalmente como Gennady Golovkin; Karagandá, URSS, 8 de abril de 1982) es un deportista y dirigente deportivo kazajo que compitió en boxeo.

## Trayectoria
Golovkin, que nació en 1982, es hijo de un minero de carbón ruso y una asistente de laboratorio químico surcoreana. Dos de sus hermanos pelearon en el Ejército Soviético y murieron en batalla. Comenzó a practicar el boxeo a los 10 años. Se formó deportivamente en Alemania y en Estados Unidos, donde radicó en Big Bear (California). En el circuito profesional recibió el apodo de «GGG» o «Triple G».
Participó en los Juegos Olímpicos de Atenas 2004, obteniendo una medalla de plata en el peso medio. Ganó una medalla de oro en el Campeonato Mundial de Boxeo Aficionado de 2003, en el mismo peso.
En mayo de 2006 disputó su primera pelea como profesional. En agosto de 2010 conquistó el título internacional de la AMB, en la categoría de peso medio, en diciembre de 2011 ganó el título internacional de la IBO del peso medio, en octubre de 2014 ganó el título del CMB y en octubre de 2015 consiguió el título internacional de la IBF en el peso medio.
En su carrera profesional tuvo en total 45 combates, con un registro de 42 victorias, dos derrotas y un empate. Entre sus principales peleas están las victorias contra el argentino Javier Mamaní, el australiano Daniel Geale, los británicos Kell Brook y Martin Murray, el canadiense David Lemieux, los estadounidenses Willie Monroe, Dominic Wade y Daniel Jacobs, los japoneses Nobuhiro Ishida y Ryota Murata, el mexicano Marco Antonio Rubio, el ucraniano Serhi Derevianchenko, y en especial tres combates contra el mexicano Saúl Álvarez (con quien perdió dos veces y empató una).
Fue considerado el mejor boxeador, independientemente de la categoría de peso, según la revista The Ring (entre septiembre de 2017 y septiembre de 2018), y el mejor boxeador de 2017 por la AMB y el CMB. Aparte, fue condecorado en su país con la Medalla por la Distinción Laboral (2002), la Orden de Kurmet (2004), la Orden de Parasat (2011) y la Orden de Nazarbáyev (2018).
Estudió Educación Física y Economía en la Universidad Estatal de Karagandá. En febrero de 2024 fue nombrado presidente del Comité Olímpico Nacional de Kazajistán.

## Palmarés internacional
| Juegos Olímpicos   | Juegos Olímpicos    | Juegos Olímpicos | Juegos Olímpicos |
| Año                | Lugar               | Medalla          | Categoría        |
| ------------------ | ------------------- | ---------------- | ---------------- |
| 2004               | Atenas (Grecia)     | Medalla de plata | 75 kg            |
| Campeonato Mundial |                     |                  |                  |
| Año                | Lugar               | Medalla          | Categoría        |
| 2003               | Bangkok (Tailandia) | Medalla de oro   | 75 kg            |

## Récord profesional
| Récord profesional | Récord profesional | Récord profesional |
| 45 peleas          | 42 Victorias       | 2 Derrotas         |
| Nocaut             | 37                 | 0                  |
| Decisión           | 5                  | 2                  |
| Empate             | 1                  | 1                  |
| ------------------ | ------------------ | ------------------ |

| Res. | Récord | Rival                 | Método | Asalto - Tiempo | Fecha                    | Localización                                          | Título |
| D    | 42-2-1 | Saúl Álvarez          | U.D.   | 12 (12)         | 17 de septiembre de 2022 | T-Mobile Arena, Las Vegas                             | |
| G    | 42-1-1 | Ryota Murata          | T.K.O. | 9 (12) – 2:11   | 9 de abril de 2022       | Saitama Super Arena, Saitama                          | Retiene los títulos mundiales de la IBF y IBO del peso mediano. Gana el título de la AMB del peso mediano |
| G    | 41-1-1 | Kamil Szeremeta       | R.T.D. | 7 (12) - 3:00   | 18 de diciembre de 2020  | Seminole Hard Rock Hotel & Casino, Hollywood, Florida | Retiene los títulos mundiales de la IBF y IBO del peso mediano                                            |
| G    | 40-1-1 | Serhi Derevianchenko  | U.D.   | 12              | 5 de octubre de 2019     | Madison Square Garden, Nueva York                     | Gana los títulos mundiales vacantes de la IBF y IBO del peso mediano                                      |
| G    | 39-1-1 | Steve Rolls           | K.O.   | 4 (12) - 2:09   | 8 de junio de 2019       | Madison Square Garden, Nueva York                     | |
| D    | 38-1-1 | Saúl Álvarez          | M.D.   | 12              | 15 de septiembre de 2018 | T-Mobile Arena, Las Vegas                             | Pierde (Super WBA, WBC y IBO peso mediano)                                                                |
| G    | 38-0-1 | Vanes Martirosyan     | K.O.   | 2 (12) - 1:53   | 5 de mayo de 2018        | StubHub Center , Carson                               | Retiene (Super WBA, WBC y IBO peso mediano)                                                               |
| E    | 37-0-1 | Saúl Álvarez          | S.D.   | 12              | 16 de septiembre de 2017 | T-Mobile Arena, Las Vegas                             | Retiene (The Ring, Lineal, Super WBA, IBF y IBO peso mediano)                                             |
| G    | 37-0   | Daniel Jacobs         | U.D.   | 12              | 18 de marzo de 2017      | Madison Square Garden, Nueva York                     | Retiene (Super WBA, IBO, WBC y IBF peso mediano)                                                          |
| G    | 36-0   | Kell Brook            | T.K.O. | 5 (12) - 1:52   | 10 de septiembre de 2016 | The O2, Londres                                       | Retiene (WBC, IBO y IBF peso mediano)                                                                     |
| G    | 35-0   | Dominic Wade          | K.O.   | 2 (12) - 2:37   | 23 de abril de 2016      | Forum, Inglewood, California                          | Retiene (Super WBA, IBO y IBF peso mediano)                                                               |
| G    | 34-0   | David Lemieux         | T.K.O. | 8 (12) - 1:32   | 17 de octubre de 2015    | Madison Square Garden, Nueva York                     | Retiene (Super WBA y IBO peso mediano). Gana (IBF peso mediano)                                           |
| G    | 33-0   | Willie Monroe, Jr.    | T.K.O. | 6 (12) - 0:45   | 16 de mayo de 2015       | Forum, Inglewood, California                          | Retiene (Super WBA y IBO peso mediano)                                                                    |
| G    | 32-0   | Martin Murray         | T.K.O. | 11 (12) - 0:50  | 21 de febrero de 2015    | Montecarlo                                            | Retiene (Super WBA, IBO y WBC (interino) peso mediano)                                                    |
| G    | 31-0   | Marco Antonio Rubio   | K.O.   | 2 (12) - 1:19   | 18 de octubre de 2014    | Staples Center, Los Ángeles                           | Retiene (Super WBA y IBO peso mediano). Gana (WBC (interino) peso mediano)                                |
| G    | 30-0   | Daniel Geale          | T.K.O. | 3 (12) - 2:47   | 26 de julio de 2014      | Madison Square Garden, Nueva York                     | Retiene (Super WBA y IBO peso mediano)                                                                    |
| G    | 29-0   | Osumanu Adama         | T.K.O. | 7 (12) - 1:20   | 1 de febrero de 2014     | Montecarlo                                            | Retiene (WBA y IBO peso mediano)                                                                          |
| G    | 28-0   | Curtis Stevens        | R.T.D. | 8 (12) - 3:00   | 2 de noviembre de 2013   | Madison Square Garden, Nueva York                     | Retiene (WBA y IBO peso mediano)                                                                          |
| G    | 27-0   | Matthew Macklin       | K.O.   | 3 (12) - 1:22   | 29 de junio de 2013      | Foxwoods Resort Casino, Mashantucket                  | Retiene (WBA y IBO peso mediano)                                                                          |
| G    | 26-0   | Nobuhiro Ishida       | K.O.   | 3 (12) - 2:11   | 31 de marzo de 2013      | Montecarlo                                            | Retiene (WBA y IBO peso mediano)                                                                          |
| G    | 25-0   | Gabriel Rosado        | T.K.O. | 7 (12) - 2:46   | 19 de enero de 2013      | Madison Square Garden, Nueva York                     | Retiene (WBA y IBO peso mediano)                                                                          |
| G    | 24-0   | Grzegorz Proksa       | T.K.O. | 5 (12) - 1:11   | 1 de septiembre de 2012  | Turning Stone Resort & Casino, Verona                 | Retiene (WBA (regular) y IBO peso mediano)                                                                |
| G    | 23-0   | Makoto Fuchigami      | T.K.O. | 3 (12) - 1:17   | 12 de mayo de 2012       | Ice Palace "Terminal", Brovary                        | Retiene (WBA (regular) y IBO peso mediano)                                                                |
| G    | 22-0   | Lajuan Simon          | K.O.   | 1 (12) - 2:17   | 9 de diciembre de 2011   | Ballsaal Interconti-Hotel, Düsseldorf                 | Retiene (WBA (regular) peso mediano). Gana (IBO peso mediano)                                             |
| G    | 21-0   | Kassim Ouma           | T.K.O. | 10 (12) - 1:57  | 17 de junio de 2011      | Arena Roberto Durán, Panamá                           | Retiene (WBA (regular) peso mediano)                                                                      |
| G    | 20-0   | Nilson Julio Tapia    | K.O.   | 3 (12) - 2:44   | 16 de diciembre de 2010  | Sport Complex “Daulet”, Astaná                        | Retiene (WBA (regular) peso mediano)                                                                      |
| G    | 19-0   | Milton Nuñez          | K.O.   | 1 (12) - 0:58   | 14 de agosto de 2010     | Arena Roberto Durán, Panamá                           | Gana (WBA (interino) peso mediano)                                                                        |
| G    | 18-0   | Mijaíl Makarov        | K.O.   | 2 (10) - 1:24   | 21 de noviembre de 2009  | Sparkassen-Arena, Kiel                                | |
| G    | 17-0   | John Carvalho         | K.O.   | 2 (12) - 2:20   | 11 de julio de 2009      | Nürburgring, Nürburg                                  | Gana (WBO (Intercontinentalen) peso mediano)                                                              |
| G    | 16-0   | Anthony Greenidge     | K.O.   | 5 (10) - 0:59   | 25 de abril de 2009      | König Palast, Krefeld                                 | |
| G    | 15-0   | Javier Alberto Mamani | T.K.O. | 1 (10) - 2:52   | 17 de enero de 2009      | Burg-Waechter Castello, Düsseldorf                    | |
| G    | 14-0   | Malik Dziarra         | R.T.D. | 2 (10) - 3:00   | 22 de noviembre de 2008  | Stadthalle, Rostock                                   | |
| G    | 13-0   | Amar Amari            | U.D.   | 8               | 21 de junio de 2008      | Brøndby Hall, Copenhague                              | |
| G    | 12-0   | Ibrahim Sid           | T.K.O. | 8 (8) - 0:26    | 10 de mayo de 2008       | Brandberge Arena, Halle                               | |
| G    | 11-0   | Ian Gardner           | U.D.   | 8               | 5 de abril de 2008       | Burg-Waechter Castello, Düsseldorf                    | |
| G    | 10-0   | Tshepo Mashego        | K.O.   | 1 (8) - 2:04    | 29 de febrero de 2008    | Alsterdorfer Sporthalle, Hamburgo                     | |
| G    | 9-0    | Mehdi Bouadla         | U.D.   | 8               | 7 de septiembre de 2007  | Burg-Waechter Castello, Düsseldorf                    | |
| G    | 8-0    | Siarhei Khomitski     | T.K.O. | 5 (8) - 1:59    | 25 de mayo de 2007       | Fight Night Arena, Colonia                            | |
| G    | 7-0    | Simon Mokoena         | R.T.D. | 6 (8)           | 27 de febrero de 2007    | Kugelbake-Halle, Cuxhaven                             | |
| G    | 6-0    | Sylvain Gomis         | K.O.   | 4 (6) - 1:00    | 2 de diciembre de 2006   | Estrel Convention Center, Berlín                      | |
| G    | 5-0    | Jorge Ariel García    | K.O.   | 2 (6) - 2:28    | 21 de octubre de 2006    | Brandberge Arena, Halle                               | |
| G    | 4-0    | Martins Kukulis       | T.K.O. | 3 (4)           | 19 de septiembre de 2006 | Kugelbake-Halle, Cuxhaven                             | |
| G    | 3-0    | Daniel Urbański       | T.K.O. | 4 (4)           | 22 de agosto de 2006     | Universum Gym, Wandsbek, Hamburgo                     | |
| G    | 2-0    | Siarhei Navarka       | T.K.O. | 3 (4) - 1:10    | 29 de julio de 2006      | Koenig Pilsener Arena, Oberhausen                     | |
| G    | 1-0    | Gábor Balogh          | T.K.O. | 1 (4) - 1:28    | 6 de mayo de 2006        | Burg-Waechter Castello, Düsseldorf                    | |